# Rune Öberg
Rune Ewert Öberg (Stockholm, 26 december 1922 – aldaar, 17 april 2002) was een Zweeds waterpolospeler.
Rune Öberg nam als waterpoloër eenmaal deel aan de Olympische Spelen; in 1948. In 1948 maakte hij deel uit van het zweedse team dat als vijfde eindigde. Hij speelde zes wedstrijden.
Öberg speelde voor de club SoIK Hellas.
Folke Eriksson · 
Knut Gadd · 
Erik Holm · 
Olle Johansson · 
Åke Julin · 
Rolf Julin · 
Arne Jutner · 
Rune Öberg · 
Olle Ohlson · 
Roland Spångberg
- LIBRIS: 201384
- Virtual International Authority File: 61517808